# Jakrenovo
Jakrenovo (makedonska: Јакреново) är en ort i Nordmakedonien. Den ligger i kommunen Kruševo, i den centrala delen av landet, 60 kilometer söder om huvudstaden Skopje. Jakrenovo ligger 714 meter över havet och antalet invånare är 209.